# Држављанство Федерације Босне и Херцеговине
Држављанство Федерације Босне и Херцеговине је држављанство које се може добити у Федерацији Босне и Херцеговине. Сви држављани Федерације Босне и Херцеговине су уједно и држављани Босне и Херцеговине.
Махом се базира се на принципу прекла (лат. ius sanguinis). Тачније држављанство може добити особа која имају једног родитеља са држављанством Федерације БиХ или оба родитеља са држављанством Федерације БиХ, уз неколико изузетака, услед јединственог политичког уређења у Босни и Херцеговини.

## Стицање држављанства Федерације Босне и Херцеговине и Босне и Херцеговине
Држављанство Босне и Херцеговине стиче се на један од следећих начина:
- пореклом
- рођењем на територији БиХ
- усвајањем
- путем натурализације
- путем међународног уговора

Држављанство Федерације стиче се на један од следећих начина:
- пореклом
- рођењем на територији Федерације БиХ
- усвојењем
- натурализацијом
- међународним споразумом
- променом држављанства Републике Српске у држављанство Федерације БиХ или избором држављанства Федерације БиХ

### Стицање држављанства пореклом
Дете рођено након ступања на снагу Устава Босне и Херцеговине стиче држављанство Федерације БиХ пореклом:
- ако су оба родитеља били држављани Федерације БиХ у време рођења д‌етета, без обзира на место његовог рођења
- ако је један родитељ био држављанин Федерације БиХ у време рођења д‌етета, а диете је рођено на територију Федерације БиХ
- ако је један родитељ био држављанин Федерације БиХ у вријеме рођења д‌етета, а дете је рођено у иностранству, ако би дете иначе било без држављанства
- ако је дете рођено у иностранству, а у време рођења детета један од родитеља д‌етета је био држављанин Федерације БиХ, док други родитељ није био држављанин Босне и Херцеговине, под уветом да до времена када наврши 23 године поднесе пријаву надлежном органу за матичне књиге у Федерацији БиХ, односно дипломатско-конзуларном представништву БиХ у иностранству за упис држављанства Федерације БиХ у матичну књигу рођених иностранству ако је дете рођено у иностранству, а у време рођења д‌етета један од родитеља је био држављанин Федерације, а други родитељ држављанин Републике Српске, под условом:
  - да су родитељи сагласни с тим да дете има држављанство Федерације БиХ
  - ако нису сагласни, да је родитељ који је поднео пријаву за упис д‌етета у матичну књигу рођених надлежном органу у Федерацији БиХ у то време имао држављанство Федерације БиХ
- ако је један од родитеља д‌етета у време рођења детета имао држављанство Федерације БиХ, а други родитељ имао држављанство Републике Српске, дете стиче држављанство Федерације БиХ ако је рођено на територији Федерације БиХ

Ако је дете рођено у Републици Српској, а у време рођења д‌етета један од родитеља је био држављанин Федерације БиХ, док други родитељ није био држављанин Босне и Херцеговине, деете стиче држављанство Федерације БиХ на захтев родитеља који има држављанство Федерације БиХ.

### Стицање држављанства рођењем
Држављанство Федерације БиХ стиче дете које је рођено или нађено на територији Федерације БиХ након ступања на снагу Устава Босне и Херцеговине и чија су оба родитеља непозната или непознатог држављанства или без држављанства или ако је дете без држављанства.
Држављанство Федерације стиче дете рођено на територији Федерације БиХ након ступања на снагу Устава Босне и Херцеговине чији родитељи у време рођења д‌етета имају држављанство Босне и Херцеговине и Републике Српске и пребивалиште на територији Федерације или на територији Републике Српске, уколико су сагласни да дијете има држављанство Федерације БиХ.
Дете рођено на територији Федерације БиХ чији један родитељ у време рођења д‌етета има држављанство Републике Српске, а други родитељ нема држављанство Босне и Херцеговине, стиче држављанство Федерације БиХ на захтев родитеља који има држављанство Републике Српске и пребивалиште у Федерацији БиХ.

### Стицање држављанства усвајањем
Дете млађе од 18 година које има страно држављанство или је без држављанства, а које је држављанин Федерације БиХ усвојио потпуним усвојењем, након ступања на снагу Устава Босне и Херцеговине стиче држављанство Федерације БиХ. У случају да је један од усвојитеља држављанин Републике Српске а други је држављанин Федерације БиХ, дете стиче држављанство Федерације БиХ ако се о томе сагласе оба усвојитеља.
У случају да усвојитељи нису сагласни с тим да дете стекне држављанство Федерације БиХ, у том случају дете стиче држављанство Федерације БиХ:
- ако је рођено на територији Федерације БиХ
- ако има пребивалиште на територији Федерације БиХ
- уколико дете нема пребивалиште на територији Федерације, стиче држављанство Федерације БиХ ако је усвојилац који је држављанин Федерације БиХ поднио захтев за стицање држављанства Федерације БиХ

### Стицање држављанства прирођењем
Особа стиче држављанство прирођењем (натурализацијом):
- да је напунио 18 година
- да има одобрен стални боравак на територији БиХ најмање три године пре подношења захтева, са тим да у моменту подношења захтева има стални боравак на територији Федерације БиХ
- да довољно познаје писмо и језик једног од конститутивних народа Федерације БиХ
- да му није изречена мера сигурности протеривања странца из БиХ, односно Федерације БиХ или заштитна мера удаљавања странца са територије БиХ, односно Федерације БиХ од надлежног органа успостављеног Уставом БиХ или Уставом Федерације БиХ и да је ова одлука још на снази
- да није осуђиван на издржавање казне затвора за кривична д‌ела са умишљајем на време дуже од три године у времену од осам година пре подношења захтјева
- да се одрекне или да му на неки други начин престане раније држављанство пре стицања држављанства Федерације БиХ, осим ако билатералним споразумом није другачије предвиђено[а]
- да се против њега не води кривични поступак, осим ако се доказ о испуњавању овог увјета не може разумно захтевати
- да не представља претњу за безбедност Босне и Херцеговине и Федерације БиХ
- да има осигуран стални извор прихода у износу који омогућава егзистенцију или је у стању осигурати поуздан доказ о финансијским изворима за своје издржавање у складу са одговарајућим прописом БИХ
- да је измирио све пореске или друге финансијске обавезе у складу са одговарајућим прописом БиХ
- да потпише изјаву да прихвата правни систем и уставни поредак БиХ и Федерације БиХ
- да има важећу гаранцију о стицању држављанства Босне и Херцеговине и Федерације БиХ у складу са одговарајућим прописом Босне и Херцеговине

Може се десити да стицање држављанства прирођењем се неће одобрити чак ако особа испуњава све услове за прирођење, уколико постоје основани разлози за сумњу да би се одобрењем прирођења том лицу угрозила безбедност БиХ и Федерације БиХ, као и јавни ред и мир или уколико прирођење није у складу са интересима БиХ и Федерације БиХ из неког другог разлога утврђеног на основу целокупне процене чињеничног стања.

### Стицање држављанства олакшаним прирођењем

#### Брак
Странац који је брачни партнер држављанина Федерације БиХ може стећи држављанство Федерације БиХ под следећим условима:
- да је брак трајао најмање 5година пре подношења захтева и да још траје у време подношења захтева
- да се одрекне или да на неки други законом предвиђен начин престане његово раније држављанство пре стицања држављанства Федерације БиХ, осим ако то није другачије решено билатералним споразумом закљученим између Босне и Херцеговине и друге државе[б]
- да има одобрен стални боравак на територији БиХ, с тим да у моменту подношења захтева има стални боравак на територији Федерације БиХ
- да не представља претњу по безбедност БиХ и Федерације БиХ

#### Малолетне особе
Особа млађа од 18 година може стећи држављанство Федерације БиХ, под условом да је један родитељ стекао држављанство Федерације БиХ прирођењем и да дете има одобрен привремени или стални боравак на територији БиХ, с тим да у моменту подношења захтева има привремени боравак или стални боравак на територији Федерације БиХ. Захтев за стицање држављанста за дете подноси родитељ који има држављанство Федерације БиХ, а ако је дете старије од 14 година, дете мора дати свој пристанак.

#### Исељеници
Исељеници који могу добити држављанство Федрације БиХ:
- Исељеника који су се вратили у Федерацију БиХ
- Прва и друга генерација потомака исељеника који су се вратили у Федерацију БиХ

Исељеници и њихови потомци стичу држављанство морају да испуне услове као и странци за прирођење, осим услова за поседовање одобреног сталног боравка и да се одрекне ранијег држављанстава.
Брачни другови исељеника имају право на стицање држављанства Федерације БиХ, под условима, као и брачни друг држављана Федерације БиХ, са тим да не мора да има одобрено стално настаљење ако брак траје најмање 5 година и одрекне се ранијег држављанства.

#### Повраћај стицање држављанства
Лице којем је држављанство Федерације БиХ ради стицања или задржавања држављанства друге државе престало одрицањем или отпустом, може поднети захтев за поновно стицање држављанства Федерације БиХ ако испуњава услове као и за прирођење, осим услова за старост и за одобрено стално настаљење ако има одобрен привремени боравак на територији БиХ најмање годину дана непосредно пре подношења захтева, односно да има одобрен стални боравак у БиХ, са тим да у моменту подношења захтева има одобрен привремени или стални боравак на територији Федерације БиХ.

### Избеглице и особе без држављанства
Избеглице и особе без држављанства имају право на стицање држављанство са олакшаним прирођењем, ако имају непрекидан боравак у Федерацији БиХ најмање 5 година пре подножшења захтева. Деца избеглица и особа без држављанства имају право на стицање држављанства под истим условима, без обзира на дужину њиховог боравка у Федерацији БиХ.

#### Стицање међународним споразумом
Странац може стећи држављанство Федерације путем међународног споразума закљученог између Босне и Херцеговине и друге државе који је одобрила Парламентарна скупштина Босне и Херцеговине.

#### Стицање држављанства Федерације на основу одлуке Вијећа министара Босне и Херцеговине
Држављанство Босне и Херцеговине стечено на основу одлуке Вијећа министара БиХ, у складу са чланом 13. Закона о држављанству Босне и Херцеговине, постоје држављанин Федерације БиХ, под условом да то лице има пребивалиште, односно боравиште на територији Федерациј БиХ.

### Стицање путем међународног уговора
Странац може стећи држављанство Федерације БиХ путем међународног споразума између Босне и Херцеговине и друге државе који је одобрила Парламентарна скупштина Босне и Херцеговине.

### Промена ентитетског држављанства
Дете рођено у иностранству, чији родитељи у тренутку рођења детета имају држављанство Републике Српске и пребивалиште на територији Федерације БиХ, стиче држављанство Федерације уколико су родитељи детета са тим сагласни.
Дете рођено у иностранству, чији је један родитељ у тренутку рођења детета имао држављанство Републике Српске и пребивалиште на територији Федерације БиХ, а други родитељ нема држављанство Босне и Херцеговине, стиче држављанство Федерације на захтев родитеља који има држављанство Републике Српске и пребивалиште на територији Федерације БиХ.
Особа која има држављанство Републике Српске и пребивалиште у Федерацији БиХ може стећи држављанство Федерације БиХ, при чему губи држављанство Републике Српске (надлежни орган у Федерације БиХ обавештава надлежни орган у Републици Српској о промени).
Исто тако, држављанин Федерације БиХ са пребивалиштем у РС, може стећи држављанство Републике Српске и при томе изгубити држављанство Федерације БиХ.

## Престанак држављанства Федерације БиХ
Држављанство Федерације БиХ може престати на један следећих начина:
- одрицањем
- отпустом
- одузимањем
- међународним споразумом

Држављанство Федерације не може престати ако би лице које је у питању тиме остало без држављанства, осим у случајевима када је држављанство Федерације БиХ стечено помоћу преваре, лажних информација или скривањем било које релевантне чињенице која се може односити на подносиоца захтева.

### Одрицање
Држављанин Федерације који је напунио 18 година, живи у иностранству и има држављанство друге државе или му је загарантирано стицање држављанства друге државе, има право одрећи се држављанства Федерације БиХ.
Д‌етету које живи у иностранству и има држављанство друге државе или му је загарантирано држављанство друге државе, престаје држављанство Федерације БиХ одрицањем:
- на захтев оба родитеља којима је престало држављанство Федерације БиХ одрицањем
- на захтев једног родитеља којем је држављанство Федерације БиХ престало одрицањем, уз сагласност другог родитеља који је држављанин Федерације БиХ
- на захтев једног родитеља којем је држављанство Федерације БиХ престало одрицањем ако је други родитељ умро или му је одузето родитељско старање или је странац или лице без држављанства
- на захтев усвојитеља којем је престало држављанство Федерације БиХ одрицањем, а однос између усвојитеља и усвојеног д‌етета је однос потпуног усвојења

Д‌ете, ако је старије од 14 година, даје сагласност за захтев за одрицање.
Решење о престанку држављанства Федерације БиХ одрицањем може бити поништено на захтев лица које није стекло држављанство државе која му је издала гаранцију за стицање држављанства, о чему је то лице дужно приложити одговарајући доказ.

### Отпустом
Држављанину Федерације БиХ који живи на територији Федерације БиХ може бити одобрен отпуст из држављанства Федерације БиХ на основу захтева за отпуст и који испуњава сљедеће услове:
- да има 18 година
- да против тог лица није покренут кривични поступак због учињеног кривичног д‌ела у складу с Кривичним законом Федерације БиХ и Кривичним законом Босне и Херцеговине или да је осуђено на казну затвора у Федерацији и да је ту казну издржало
- да је измирило све доприносе, порезе, односно друге законске обавезе плаћања утврђене правоснажним одлукама надлежних органа,
- да је стекло или му је гарантирано стицање држављанства друге државе

За децу која су стекла или којима је гарантовано стицање држављанства друге државе и које још живи на територији Федерације БиХ, престаје држављанство Федерације БиХ отпустом ако:
- Оба родитеља чије је држављанство Федерације БиХ престало отпустом
- Једног родитеља чије је држављанство Федерације БиХ престало отпустом, ако други родитељ није жив, или су му одузета родитељска права, или је странац или особа без држављанства
- Једног родитеља, који извршава родитељске дужности и чије је држављанство Федерације БиХ престало отпустом, а други родитељ који, је држављанин Федерације БиХ, се с тим слаже
- Усвојиоца којем је држављанство Федерације БиХ престало отпустом, а однос између усвојиоца и усвојеног детета представља однос потпуног усвојења

Отпуст из држављанства Федерације БиХ не производи правно д‌еловање ако односна особа није стекла страно држављанство у року године дана од дана кад је изгубила држављанство Федерације БиХ отпустом.

### Одузимање
Држављанство Федерације БиХ се може одузети:
- ако је држављанство Федерације БиХ стечено помоћу преваре, лажних информација или скривањем било које релевантне чињенице која се може односити на подносиоца захтева
- када држављанин Федерације обавља добровољну службу у страним војним снагама упркос правној забрани такве службе
- када је држављанство Федерације БиХ стечено након ступања на снагу Закона о држављанству Федерације БиХ, без испуњавања увјета из чл. 8. и 9. овог закона
- када је држављанин осуђен у или ван територија Босне и Херцеговине правоснажном пресудом због подузимања радњи којима се нарушава уставни поредак и безбедност Босне и Херцеговине или када је осуђен због чланства у организацији која подузима такве радње, под условом да такве радње озбиљно штете виталним интересима Босне и Херцеговине
- када је држављанин осуђен у или ван територија Босне и Херцеговине правомоћном пресудом, под условом да такве радње озбиљно штете виталним интересима Босне и Херцеговине, за кривично д‌ело које укључује:
  - кријумичарење ватреног оружја, експлозива, радиоактивног материјала или наркотичких средстава и психогених супстанци
  - илегални превоз и трговину материјалима и опремом за производњу оружја или других средстава масовног уништења
  - илегални улазак у Босну и Херцеговину, останак или излазак из Босне и Херцеговине појединаца или група
  - организује или учествује у трговини људима,
  - када је држављанин осуђен у или ван територија Босне и Херцеговине правоснажном пресудом за кривично д‌ело које произлази из активности које се разликују од горепоменутних, а које озбиљно штете виталним интересима Босне и Херцеговине

### Међународни споразум
Држављанину Федерације може престати држављанство Федерације на основу међународног споразума између Босне и Херцеговине и друге државе, који је одобрила Парламентарна скупштина Босне и Херцеговине.